# Faune gran
El faune gran (Hipparchia fagi) és una espècie de lepidòpter papilionoïdeu de la família dels nimfàlids (Nymphalidae) present als Països Catalans.

## Descripció

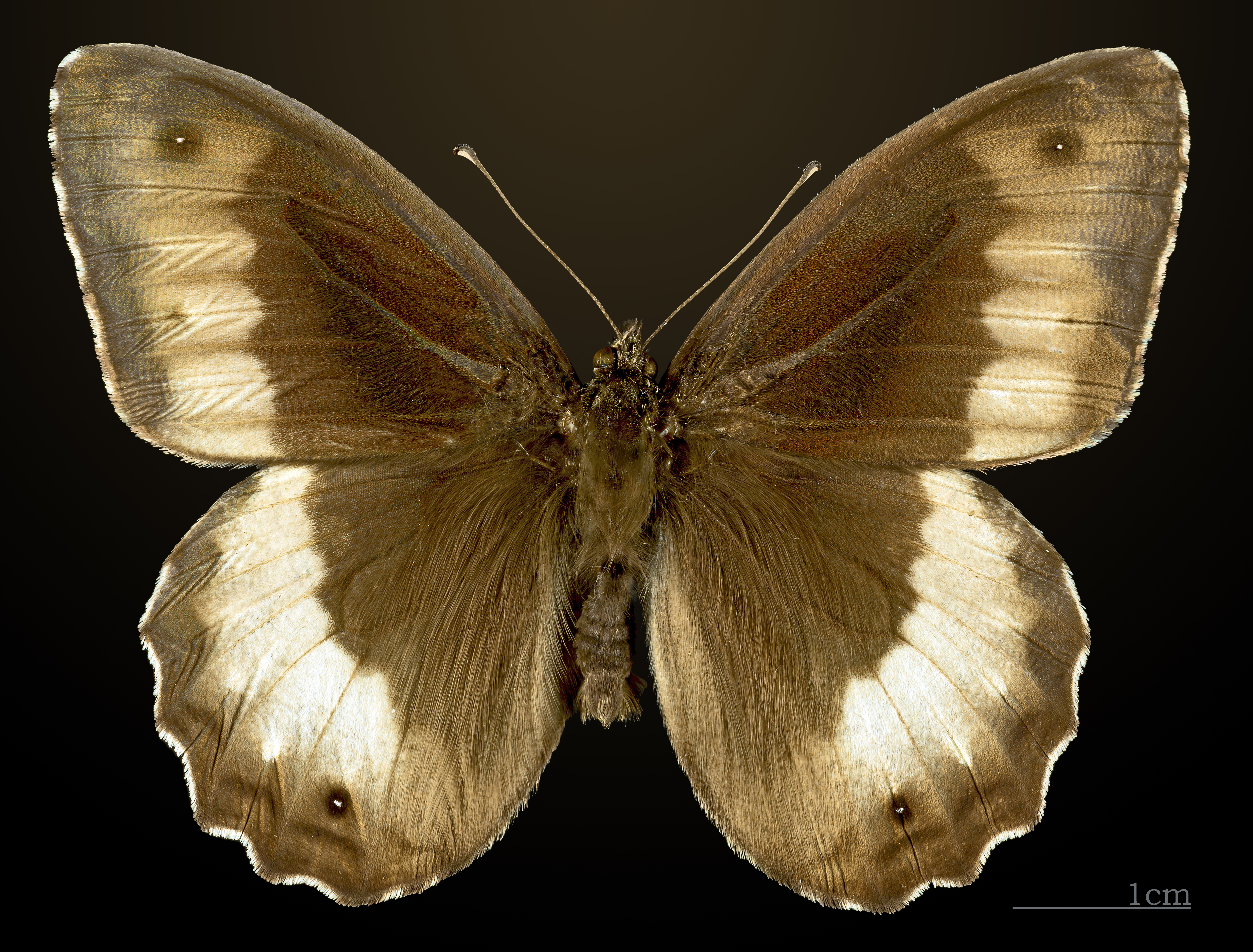
♂
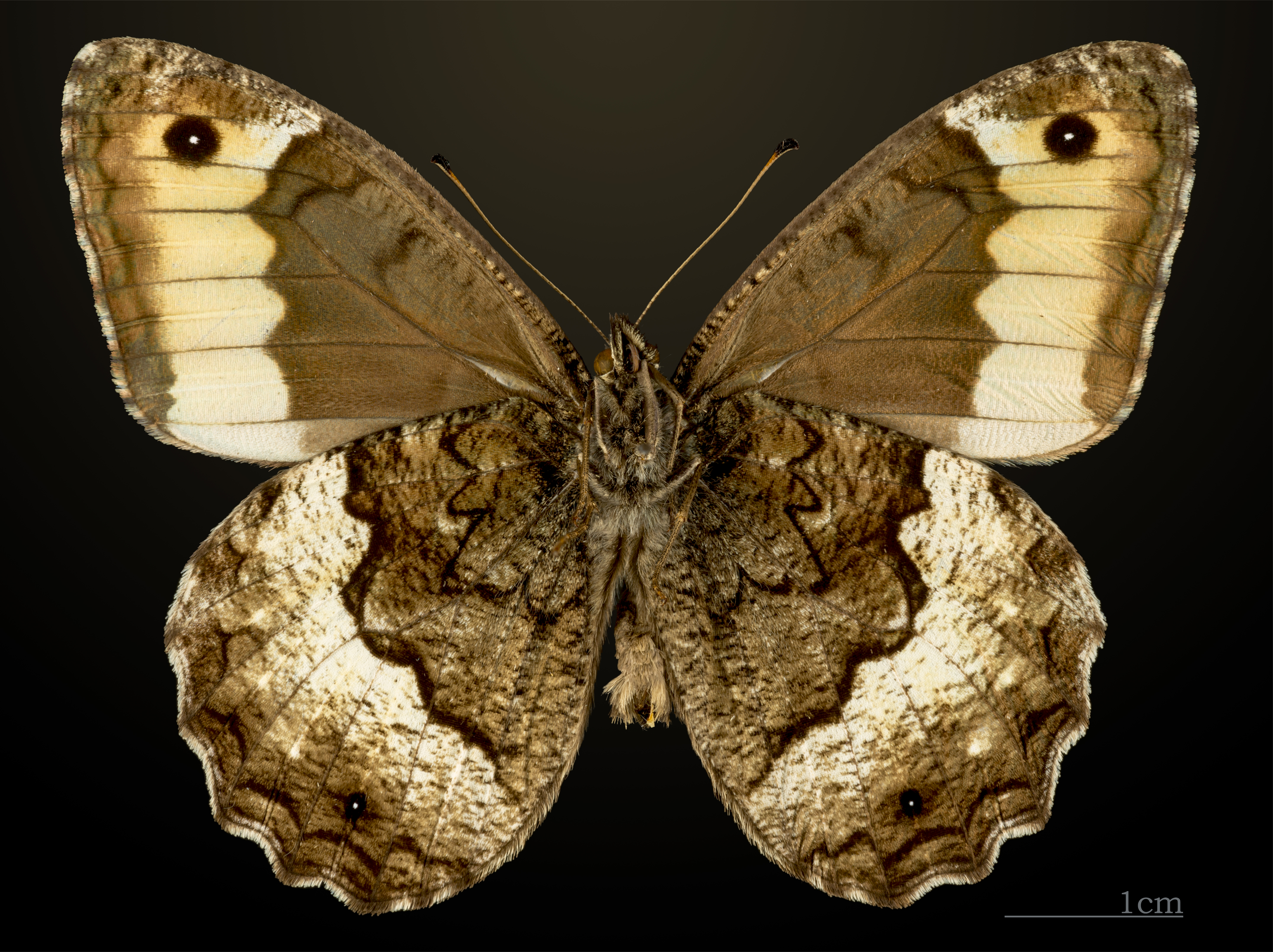
♂ △
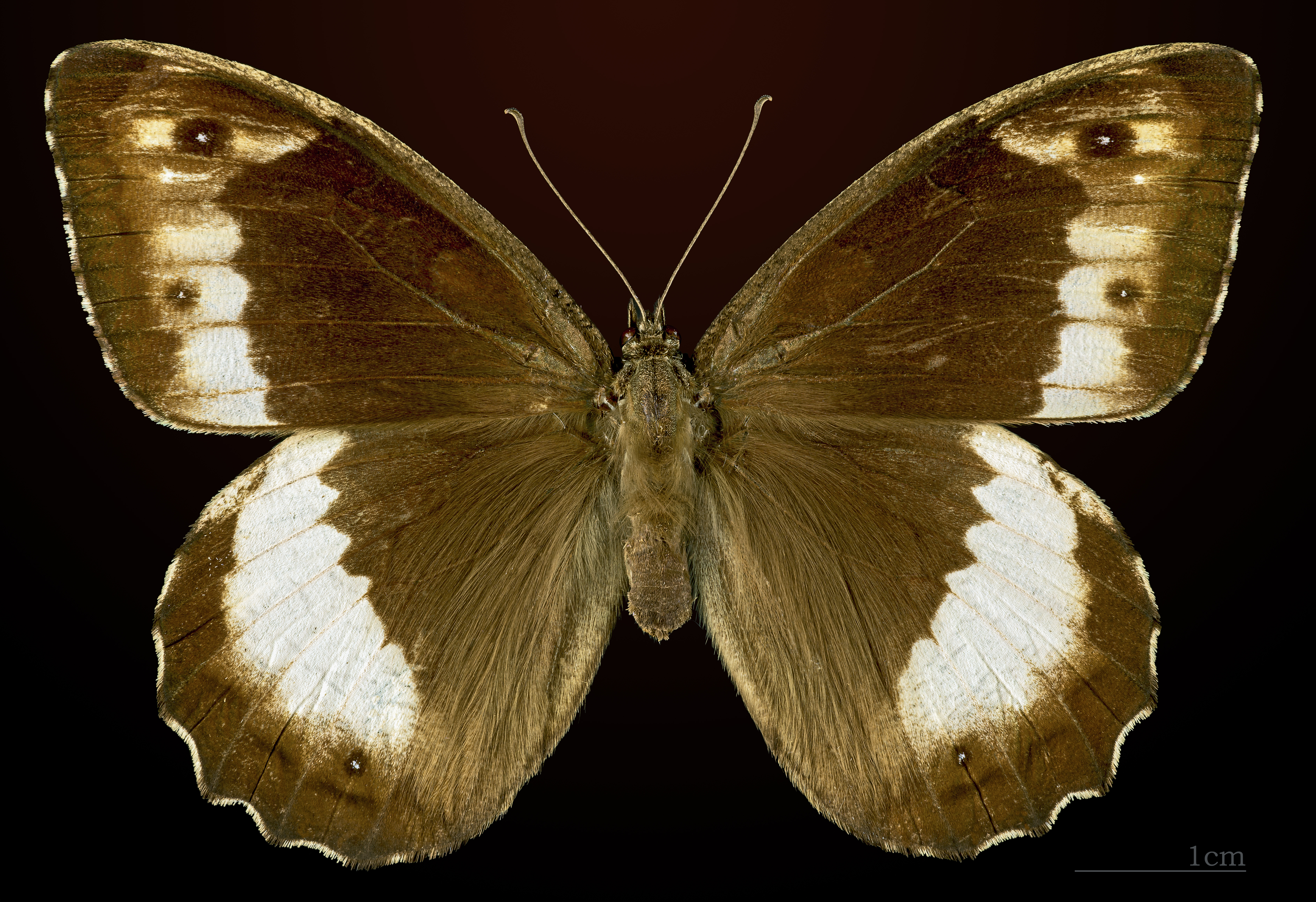
♀
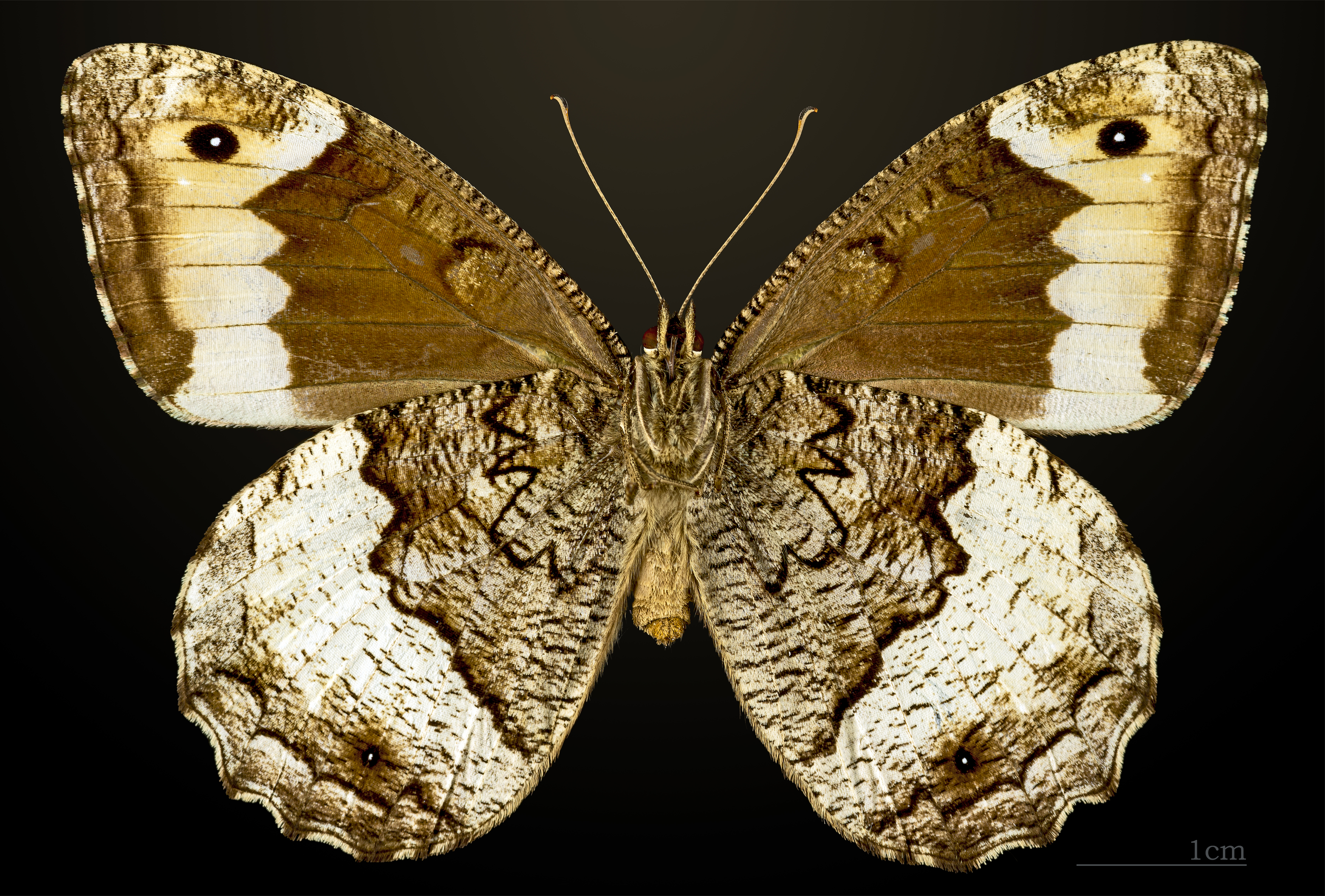
♀ △

## Distribució
Es distribueix pel sud i centre d'Europa, nord del Caucas, Volga, sud dels Urals i oest del Kazakhstan. A la península Ibèrica es troba al nord d'Espanya.

## Hàbitat
Clars de bosc arbustius i herbosos i marges de pinedes. L'eruga s'alimenta de gramínies tals com Bromus erectus, Festuca rubra, Brachypodium pinnatum, Avenula pratensis.

## Període de vol i hibernació
Vola en una sola generació entre començaments de juny i mitjans de setembre, segons la localitat.